# Hexathele taumara
Hexathele taumara is een spinnensoort uit de familie Hexathelidae. De soort komt voor in Nieuw-Zeeland.